# Folsted
Folsted (dansk) eller Vollstedt (tysk) er en landsby og kommune i det nordlige Tyskland under Kreis Nordfriesland i delstaten Slesvig-Holsten. Byen ligger cirka 3 kilometer øst for Bredsted i det vestlige Sydslesvig.
Kommunen samarbejder på administrativt plan med andre kommuner i Midterste Nordfrisland kommunefællesskab (Amt Mittleres Nordfriesland).
Byen er præget af landbrugserhvervet.
I den danske periode hørte landsbyen under Breklum Sogn (Nørre Gøs Herred).